# Celle di Macra
Celle di Macra är en ort och kommun i provinsen Cuneo i regionen Piemonte i Italien. Kommunen hade 88 invånare (2018).